# Liste der Kulturdenkmale in Berlin-Gatow

Lage von Gatow in Berlin

In der Liste der Kulturdenkmale von Gatow sind die Kulturdenkmale des Berliner Ortsteils Gatow im Bezirk Spandau aufgeführt. Sonstige Denkmäler (künstlerisch gestaltete Monumente bzw. Bauwerke zur Erinnerung) finden sich in der Liste Denkmäler in Spandau.

## Denkmalbereiche (Ensembles)
| Nr.      | Lage                         | Offizielle Bezeichnung                                                     | Bestandteile / Beschreibung            | Bild                                |
| -------- | ---------------------------- | -------------------------------------------------------------------------- | -------------------------------------- | ----------------------------------- |
| 09080622 | Alt-Gatow 9/21, 25/27 (Lage) | Bauernhöfe und Wohnhäuser Baudenkmale siehe: Alt-Gatow 9/11, 17/21, 25, 27 | Weiterer Bestandteil des Ensembles:    | Weiterer Bestandteil des Ensembles: |
| 09080622 | Alt-Gatow 9/21, 25/27 (Lage) | Bauernhöfe und Wohnhäuser Baudenkmale siehe: Alt-Gatow 9/11, 17/21, 25, 27 | 09080624 - Alt-Gatow 13/15, Bauernhaus |                                     |
| 09080622 | Alt-Gatow 9/21, 25/27 (Lage) | Bauernhöfe und Wohnhäuser Baudenkmale siehe: Alt-Gatow 9/11, 17/21, 25, 27 | Stallung                               |                                     |

## Denkmalbereiche (Gesamtanlagen)
| Nr.      | Lage                                               | Offizielle Bezeichnung              | Beschreibung                            | Bild |
| -------- | -------------------------------------------------- | ----------------------------------- | --------------------------------------- | ---- |
| 09085500 | Alt-Gatow 54 Buchwaldzeile 43/49 (Lage)            | Gutshof Gatow (Schroedtersches Gut) | Gutshaus mit Garten, um 1865            |      |
| 09085500 | (Buchwaldzeile 43/45):                             | Gutshof Gatow (Schroedtersches Gut) | Stallgebäude, um 1865                   |      |
| 09085500 | (Buchwaldzeile 43/45):                             | Gutshof Gatow (Schroedtersches Gut) | Remise                                  |      |
| 09085500 | (Buchwaldzeile 43/45):                             | Gutshof Gatow (Schroedtersches Gut) | Waschhaus                               |      |
| 09085500 | (Buchwaldzeile 49):                                | Gutshof Gatow (Schroedtersches Gut) | Gärtnerhaus mit Treibhaus, um 1865      |      |
| 09085500 | (Buchwaldzeile 49):                                | Gutshof Gatow (Schroedtersches Gut) | Eiskeller                               |      |
| 09085500 | (An den Berggärten):                               | Gutshof Gatow (Schroedtersches Gut) | Wasserturmstumpf, um 1885               |      |
| 09085562 | Fliegerhorstsiedlung 1–30 (Lage)                   | Fliegerhorstsiedlung                | 15 Einfamilienhäuser, 1935              |      |
| 09012505 | Hellebergeweg 21/27 Uetzer Steig 10/20 (Lage)      | Mietvillenanlage mit Garagen        | 8 Mietvillen, 1937                      |      |
| 09012505 | Hellebergeweg 21/27 Uetzer Steig 10/20 (Lage)      | Mietvillenanlage mit Garagen        | 4 Garagen, 1937                         |      |
| 09085661 | Künstlerweg 2/12, 13–25, 27 Hafeldweg 26–49 (Lage) | Künstlersiedlung Habichtswald       | Künstlerweg, 10 Doppelhäuser, 1932–1934 |      |
| 09085661 | Künstlerweg 2/12, 13–25, 27 Hafeldweg 26–49 (Lage) | Künstlersiedlung Habichtswald       | Hafeldweg, 12 Doppelhäuser, 1932–1934   |      |

## Baudenkmale
| Nr.      | Lage                                               | Offizielle Bezeichnung                                                                       | Beschreibung | Bild |
| -------- | -------------------------------------------------- | -------------------------------------------------------------------------------------------- | --- | ---- |
| 09080623 | Alt-Gatow 9/11 (Lage)                              | Bauernhof Schleu, Vierseithof, Wohnhaus mit Hofgebäuden Bestandteil des Ensembles: Alt-Gatow | Wohnhaus, um 1895 |      |
| 09080623 | Alt-Gatow 9/11 (Lage)                              | Bauernhof Schleu, Vierseithof, Wohnhaus mit Hofgebäuden Bestandteil des Ensembles: Alt-Gatow | Älteres südliches Hofgebäude mit Fachwerk und ursprüngliche Hofpflasterung                                              |      |
| 09080623 | Alt-Gatow 9/11 (Lage)                              | Bauernhof Schleu, Vierseithof, Wohnhaus mit Hofgebäuden Bestandteil des Ensembles: Alt-Gatow | Toilettenhaus mit Taubenschlag, 1904                                                                                    |      |
| 09080625 | Alt-Gatow 17/21 (Lage)                             | Bauernhof Wolter Bestandteil des Ensembles: Alt-Gatow                                        | Wohnhaus, um 1895, Anbau 1897                                                                                           |      |
| 09080625 | Alt-Gatow 17/21 (Lage)                             | Bauernhof Wolter Bestandteil des Ensembles: Alt-Gatow                                        | Nördl. Wirtschaftsgebäude, um 1885                                                                                      |      |
| 09080625 | Alt-Gatow 17/21 (Lage)                             | Bauernhof Wolter Bestandteil des Ensembles: Alt-Gatow                                        | Südl. Wirtschaftsgebäude, um 1885                                                                                       |      |
| 09080625 | Alt-Gatow 17/21 (Lage)                             | Bauernhof Wolter Bestandteil des Ensembles: Alt-Gatow                                        | Einfriedung und teilweise ursprüngliche Hofpflasterung                                                                  |      |
| 09080626 | Alt-Gatow 25 (Lage)                                | Büdnerhaus mit Stallgebäude Bestandteil des Ensembles: Alt-Gatow                             | 1888 |      |
| 09080626 | Alt-Gatow 25 (Lage)                                | Büdnerhaus mit Stallgebäude Bestandteil des Ensembles: Alt-Gatow                             | Stallgebäude, 1888 |      |
| 09080627 | Alt-Gatow 27 (Lage)                                | Kolonistenhaus Bestandteil des Ensembles: Alt-Gatow                                          | um 1800 |      |
| 09085412 | Alt-Gatow 31 (Lage)                                | Wirtshaus Gatow mit Saalbau                                                                  | 1903 |      |
| 09085413 | Alt-Gatow 35 (Lage)                                | Sommerwohnhaus                                                                               | Fertigteilhaus in Holzbauweise, um 1910                                                                                 |      |
| 09085414 | Alt-Gatow 37 (Lage)                                | Bauernhof Schulze                                                                            | Fachwerkscheune, um 1860, Umbau zum Mietshaus um 1900, Umbauten 1935                                                    |      |
| 09085414 | Alt-Gatow 37 (Lage)                                | Bauernhof Schulze                                                                            | Stallgebäude, 1840–1860                                                                                                 |      |
| 09085415 | Alt-Gatow 51B (Lage)                               | Arbeiterwohnhaus                                                                             | vor 1892, Umbau 1930 |      |
| 09085416 | Alt-Gatow 65 (Lage)                                | Bauernhof Beutel                                                                             | Wohnhaus, um 1890 |      |
| 09085416 | Alt-Gatow 65 (Lage)                                | Bauernhof Beutel                                                                             | Fachwerkscheune, um 1775                                                                                                |      |
| 09085416 | Alt-Gatow 65 (Lage)                                | Bauernhof Beutel                                                                             | Speicher, um 1775 |      |
| 09085417 | Alt-Gatow 67 (Lage)                                | Wohnhaus                                                                                     | 1. Hälfte 19. Jh. |      |
| 09085418 | Alt-Gatow 69 (Lage)                                | Wohnhaus                                                                                     | 1. Hälfte 19. Jh. |      |
| 09085442 | Am Kiefernhang 22 (Lage)                           | Wohnhaus                                                                                     | 1928 von Berthold Petruschke                                                                                            |      |
| 09085455 | Bardeyweg 5 (Lage)                                 | Wohnhaushälfte                                                                               | erneuert 1902 |      |
| 09085456 | Bardeyweg 7 (Lage)                                 | Wohnhaushälfte                                                                               | um 1860 |      |
| 09085469 | Breitehornweg 54 (Lage)                            | ehem. Auslandshaus der Hitlerjugend                                                          | Jugendheim für ausländische Gäste mit Terrasse, 1937–1938 von Fritz G. Winter                                           |      |
| 09085469 | Breitehornweg 54 (Lage)                            | ehem. Auslandshaus der Hitlerjugend                                                          | Pavillon |      |
| 09085499 | Buchwaldzeile 24/26 (Lage)                         | Bauernhof Schulze mit Stall und Scheune                                                      | Wohnhaus, um 1885 |      |
| 09085499 | Buchwaldzeile 24/26 (Lage)                         | Bauernhof Schulze mit Stall und Scheune                                                      | Stall und Scheunen, um 1885                                                                                             |      |
| 09080621 | Buchwaldzeile 35 Alt-Gatow (Lage)                  | Dorfkirche Gatow                                                                             | Westteil Anfang 14. Jh., 15./16. Jh.; Dachturm, 1846, 1860, erneuert 1953                                               |      |
| 09080621 | Buchwaldzeile 35 Alt-Gatow (Lage)                  | Dorfkirche Gatow                                                                             | Kirchhof, um 1700 |      |
| 09085501 | Buchwaldzeile 54/56 (Lage)                         | Landarbeiterwohnhaus                                                                         | Vorderhaus, um 1860 |      |
| 09085501 | Buchwaldzeile 54/56 (Lage)                         | Landarbeiterwohnhaus                                                                         | Stallgebäude & Hinterhaus, um 1860                                                                                      |      |
| 09085571 | Gatower Straße 231/233 (Lage)                      | Landhaus Clara Lemm                                                                          | Landhaus, 1931 von Walter Ahnert                                                                                        |      |
| 09085571 | Gatower Straße 231/233 (Lage)                      | Landhaus Clara Lemm                                                                          | Schuppen und Chauffeurhaus                                                                                              |      |
| 09085571 | Gatower Straße 231/233 (Lage)                      | Landhaus Clara Lemm                                                                          | Pavillon |      |
| 09085767 | Gatower Straße 235H Dr. Kleusberg-Promenade (Lage) | Villa Rothenbücher                                                                           | Wohnhaus, um 1890 |      |
| 09085572 | Gatower Straße 241 (Lage)                          | Drüsen- und Geschwulst Forschungsinstitut                                                    | 1930 von W. Weber oder Walter Ahnert                                                                                    |      |
| 09085573 | Gatower Straße 296 (Lage)                          | Wohnhaus mit Stallgebäude und Werkstatt                                                      | Wohnhaus, 1901 |      |
| 09085573 | Gatower Straße 296 (Lage)                          | Wohnhaus mit Stallgebäude und Werkstatt                                                      | Stallgebäude und Seitenflügel, 1903                                                                                     |      |
| 09085573 | Gatower Straße 296 (Lage)                          | Wohnhaus mit Stallgebäude und Werkstatt                                                      | Werkstattgebäude |      |
| 09085574 | Gatower Straße 301 Haveluferweg 30 (Lage)          | Wirtschaftsgebäude der Villa Lemm                                                            | 1919 |      |
| 09085575 | Gatower Straße 301 (Lage)                          | Mietshaus für die Arbeiter der Rieselfelder                                                  | vor 1892 |      |
| 09085576 | Gatower Straße 313 Bardeyweg 1 (Lage)              | Schnitterkaserne mit Stall (Gemeindehaus)                                                    | 1912 |      |
| 09085576 | Gatower Straße 313 Bardeyweg 1 (Lage)              | Schnitterkaserne mit Stall (Gemeindehaus)                                                    | Stall |      |
| 09085597 | Havelmatensteig 22 (Lage)                          | Haus Neitzke                                                                                 | 1932–1934 von Werner Zimmermann                                                                                         |      |
| 09085601 | Hellebergeplatz 2 (Lage)                           | Haus Kisse                                                                                   | 1932–1935 |      |
| 09012506 | Hochwaldsteig 18 (Lage)                            | Haus Wist                                                                                    | Wohnhaus, 1937 von Karl J. Pfeiffer                                                                                     |      |
| 09012506 | Hochwaldsteig 18 (Lage)                            | Haus Wist                                                                                    | Garage, 1937 von Karl J. Pfeiffer                                                                                       |      |
| 09085614 | Im Eulengrund 17 (Lage)                            | Haus Simon                                                                                   | Wohnhaus, 1936 von Hans Simon, Umbauten 1952 und 1967 von Hans Simon (siehe auch Gartendenkmal Garten des Hauses Simon) |      |
| 09085630 | Karlsbergallee 33B (Lage)                          | Haus Dr. Taegen                                                                              | 1935–1937 von Ring |      |
| 09085630 | Karlsbergallee 33B (Lage)                          | Haus Dr. Taegen                                                                              | Garage |      |
| 09085602 | Plievierstraße 3 (Lage)                            | Gemeindehaus Gatow                                                                           | 1974 von Alfred W. Rahn                                                                                                 |      |
| 09085762 | Rothenbücherweg 2/4 Am Ortsrand Bardeyweg (Lage)   | Villa Lemm                                                                                   | Villa, 1907–1908 von Max Werner, erweitert 1913 (siehe auch Gartemdenkmal Garten der Villa Lemm)                        |      |
| 09085762 | Rothenbücherweg 2/4 Am Ortsrand Bardeyweg (Lage)   | Villa Lemm                                                                                   | Wirtschaftsgebäude, 1907–1908                                                                                           |      |
| 09085762 | Rothenbücherweg 2/4 Am Ortsrand Bardeyweg (Lage)   | Villa Lemm                                                                                   | Pförtnergebäude, 1907–1908                                                                                              |      |
| 09085762 | Rothenbücherweg 2/4 Am Ortsrand Bardeyweg (Lage)   | Villa Lemm                                                                                   | Gewächshaus, 1907–1908                                                                                                  |      |
| 09085762 | Rothenbücherweg 2/4 Am Ortsrand Bardeyweg (Lage)   | Villa Lemm                                                                                   | Musikpavillon, 1907–1908                                                                                                |      |
| 09085762 | Rothenbücherweg 2/4 Am Ortsrand Bardeyweg (Lage)   | Villa Lemm                                                                                   | Kegelbahnpavillon, 1907–1908                                                                                            |      |
| 09085762 | Rothenbücherweg 2/4 Am Ortsrand Bardeyweg (Lage)   | Villa Lemm                                                                                   | Uferpavillon, 1907–1908                                                                                                 |      |
| 09085762 | Rothenbücherweg 2/4 Am Ortsrand Bardeyweg (Lage)   | Villa Lemm                                                                                   | Bootshaus, 1907–1908 |      |
| 09085762 | Rothenbücherweg 2/4 Am Ortsrand Bardeyweg (Lage)   | Villa Lemm                                                                                   | Einfriedung, 1907–1908                                                                                                  |      |
| 09085765 | Rothenbücherweg 9 (Lage)                           | Büdnerhaus                                                                                   | vor 1845 |      |
| 09085763 | Rothenbücherweg 9–19 (Lage)                        | Dorfstraße und Ablage, Straßenprofil und -belag                                              | 2. Hälfte 19. Jh., nördliche dörfliche Anlage                                                                           |      |
| 09085763 | Rothenbücherweg 9–19 (Lage)                        | Dorfstraße und Ablage, Straßenprofil und -belag                                              | Gasleuchten |      |
| 09085764 | Rothenbücherweg 19 (Lage)                          | Wohnhaus                                                                                     | vor 1845, 1921 |      |
| 09085457 | Rothenbücherweg 21 (Lage)                          | Mietshaus                                                                                    | 1900 |      |
| 09085766 | Rothenbücherweg 57 (Lage)                          | Haus Dr. Wagner                                                                              | 1959–1960 von Heinz Schudnagies                                                                                         |      |
| 09085821 | Uetzer Steig 4 (Lage)                              | Haus Teich                                                                                   | 1933 von Heinrich Sander                                                                                                |      |

## Gartendenkmale
| Nr.      | Lage                       | Offizielle Bezeichnung  | Beschreibung | Bild            |
| -------- | -------------------------- | ----------------------- | --- | --------------- |
| 09046204 | Im Eulengrund 17 (Lage)    | Garten des Hauses Simon | 1936 von Herta Hammerbacher und Karl Foerster, 1952 Veränderungen von Fritz Encke jun., 1967 erweitert (siehe auch Baudenkmal Haus Simon) | Bild gesucht BW |
| 09046211 | Rothenbücherweg 2/4 (Lage) | Garten der Villa Lemm   | 1907–1908, erweitert 1913, von der Firma Ludwig Späth (siehe auch Baudenkmal Villa Lemm)                                                  | Garten          |